# Пункудутиву (лагуна)
Лагуна Пункудутиву (там. புங்குடுதீவு,англ. Pungudutivu) — это лагуна на одноимённом острове у юго-западного берега полуострова Джафна в округе Джафна (Северная провинция, (Шри-Ланка).
Пункудутиву — это мелководная лагуна приливного характера, занимающая большую часть острова. Вода в лагуне солоноватая. Площадь лагуны — 3,9 км². Глубина — 1—2 метра. Лагуна имеет два выхода на северной стороне. Во время отлива обнажаются обширные участки заиленного дна.
В лагуне растёт морская трава, берега занимают сельскохозяйственные угодья. Сама лагуна в собственности государства, однако берега в частной собственности. В лагуне вылавливают креветок, что является важной частью экономики острова.
Водоём играет важную роль для перелётных американских фламинго, уток, чаек, крачек и куликов.
На берегу лагуны расположены несколько деревень.